# Kevan Ohtsji
Kevan Ohtsji (14 de mayo de 1979) es un actor canadiense de origen japonés. Es conocido por sus actuaciones en Stargate SG-1, Mortal Kombat: Legacy, Arctic Air, Andrómeda y Hellcats.